# Harzgerode
Harzgerode – niemieckie miasto w kraju związkowym Saksonia-Anhalt, w powiecie Harz (do 30 czerwca 2007 w powiecie Quedlinburg).
W roku 2005 miasto liczyło 4439 mieszkańców, natomiast cztery lata później 8 836..
Harzgerode otrzymało prawa miejskie w roku 1338.
1 sierpnia 2009 Harzgerode zwiększyło swoje terytorium przyłączając gminy wspólnoty administracyjnej Unterharz: Güntersberge, Dankerode, Königerode, Schielo, Siptenfelde i Straßberg (z wyjątkiem Neudorf). Ta ostatnia gmina przyłączona została dopiero 1 września 2010.